# Nachal Revida
Nachal Revida (hebrejsky: נחל רבידה) je vádí v Judských horách v Izraeli.
Začíná v nadmořské výšce téměř 800 metrů na západním okraji Jeruzaléma, severně od Herzlovy hory. Směřuje pak k západu prudce se zahlubujícím údolím se zalesněnými svahy. Na jižní straně od něj stojí městská čtvrť Bejt ha-Kerem, na východě Kirjat Moše, na severu Giv'at Ša'ul a Har Nof. Z jihu pak míjí vesnici Bejt Zajit a ústí zleva do potoka Sorek na východním úpatí hory Har Cheret, nedaleko pod vodní nádrží Ma'agar Bejt Zajit. Údolí Nachal Revida je turisticky využívané. Nachází se tu pramen Ejn Berošim (עין ברושים) či zbytky starých cisteren.